# Aeri de Montserrat
L'Aeri de Montserrat és un telefèric funicular, inaugurat el 17 de maig de 1930, que comunica l'estació d'Aeri de Montserrat de la línia Barcelona-Manresa dels FGC i l'Eix del Llobregat amb el Monestir de Montserrat.
Ha estat un mitjà de transport clau per accedir al santuari de Montserrat, oferint una alternativa ràpida i segura als altres mitjans.

## Història
Va ser inaugurat l'any 1930 i actualment encara ofereix el seu servei amb les instal·lacions originals, tot i que va estar un temps sense funcionar a causa dels desperfectes ocasionats per la guerra civil.

### Orígens i construcció (1922-1930)
Amb l'arribada de la línia ferroviària dels Ferrocarrils Catalans a Monistrol de Montserrat el 1922, un grup d'empresaris catalans liderats per José Marsans Claramunt va proposar la construcció d'un mitjà de transport més eficient per arribar al monestir. La seva elecció va ser un telefèric, un sistema innovador a l'època, que va ser encarregat a l'enginyer Ricardo López i a l'empresa alemanya Adolf Bleichert & Co, especialitzada en la construcció de telefèrics.
El projecte inicial, aprovat el juny de 1928, contemplava la construcció de dos baixadors addicionals, un a la Santa Cova i un altre a la carretera d'Olesa a Monistrol, però finalment no es van realitzar. La concessió del telefèric es va atorgar a José Marsans Claramunt per Reial Ordre, i la societat Funicular Aeri de Montserrat, S.A. es va constituir el 29 de desembre de 1928.
Les obres de construcció es van iniciar a l’octubre de 1928 i van ser dirigides per l’empresa de Estanislau Llobet. Després d'un període de proves iniciat el 23 de desembre de 1929, l'Aeri es va obrir oficialment al públic el 17 de maig de 1930.

### Guerra Civil i reconstrucció (1936-1949)
Durant la Guerra Civil Espanyola (1936-1939), les instal·lacions de l'Aeri van ser confiscades i destinades al transport de persones que es dirigien a l’hospital instal·lat al Monestir. Al final del conflicte, l'Aeri va quedar totalment destruït per explosions de trilita que van arrasar l'estació inferior, la maquinària i el pont sobre el Llobregat.
La reconstrucció es va iniciar en un context de gran escassetat de materials i va comptar amb el suport de la Comisión de la Armada para el salvamento de buques i de la societat Funicular San Sebastián-Miramar, que va cedir temporalment una cabina del telefèric de Barcelona. Finalment, l'Aeri va reiniciar el servei el 1 de juliol de 1940, mentre que el pont no es va reconstruir fins al 1949.

### Modernització i consolidació (1950-actualitat)
A partir de 1950, es va dur a terme una modernització del sistema, duplicant la velocitat del telefèric de 2,5 m/s a 5 m/s per reduir el temps d’espera i augmentar la capacitat de transport. Als anys 60 i 70, es van realitzar millores a les estacions, els accessos i la promoció turística, consolidant l'Aeri com una icona del transport a Montserrat.

Actualment, l'Aeri de Montserrat continua en funcionament amb gran part de la seva maquinària original, gràcies a manteniments constants i millores tècniques. És una instal·lació eficient, segura i respectuosa amb el medi ambient, i segueix sent una de les principals vies d'accés al monestir.

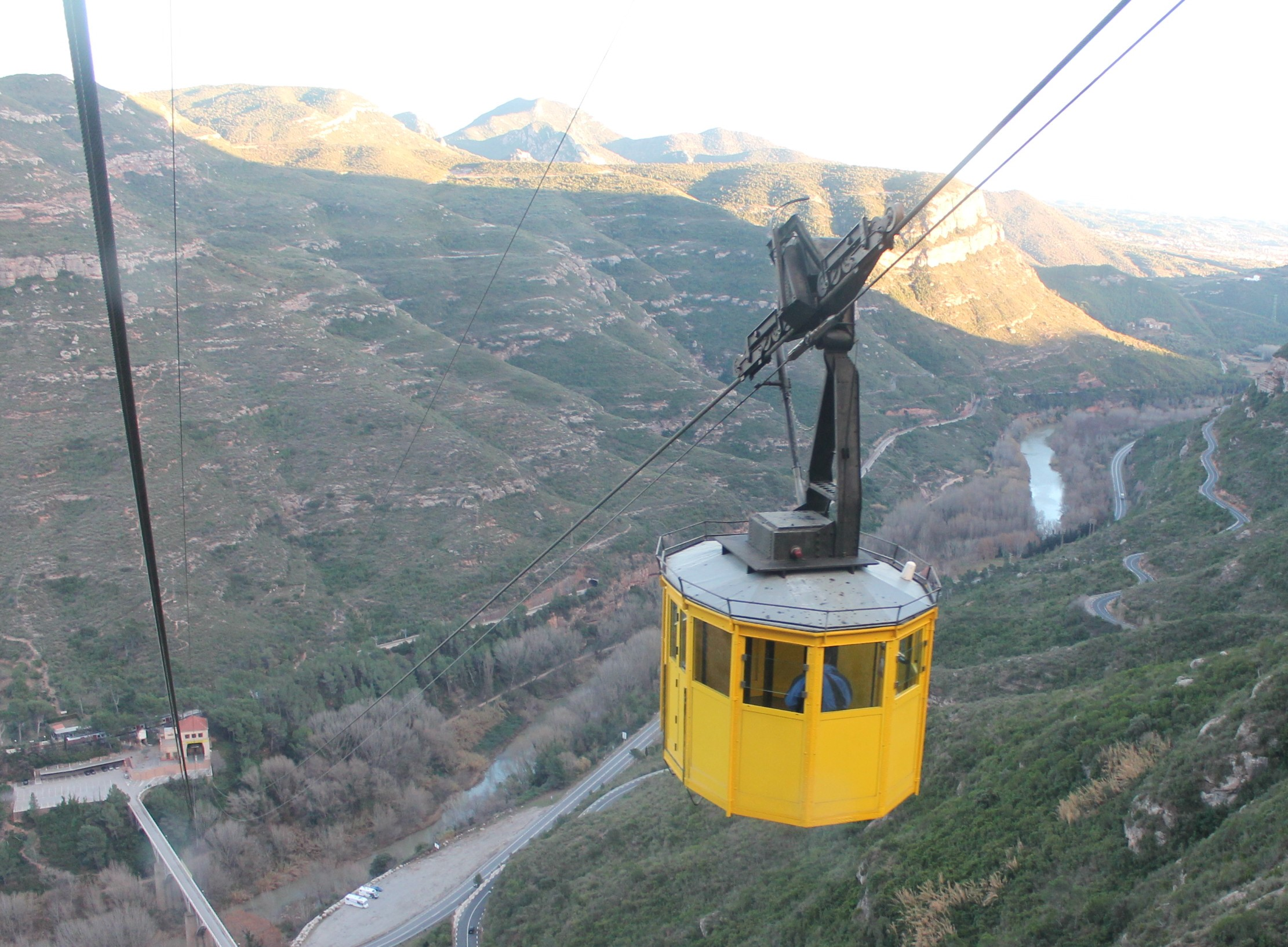

## Característiques tècniques
Durant la pujada hi ha un desnivel de 544 m (ascendent a 5 m per segon). S'hi poden observar les vistes i diferents tipus d'arbres típics de la muntanya de Montserrat, que forma part del Parc Natural de Montserrat, gestionat pel Patronat de la Muntanya de Montserrat. L'Aeri tanca quan hi ha altes ràfegues de vent o pluja elèctrica.
La instal·lació és de tecnologia alemanya totalment dissenyada i fabricada per la companyia Bleichert, amb seu a Leipzig.

## La cabina i el seu recorregut
- Perfil longitudinal: 1.350 m
- Perfil horitzontal: 1.243 m
- Desnivell: 544 m (de +139 m a 683 m)
- Angle del pendent geomètric del total del traçat: 23º 38’
- Pendent màxim que arriben a superar les cabines durant el seu trajecte: de 43º a 45°
- Nombre de suports o castellets: 2
- Nombre de cabines: 2, amb capacitat per a 30+1 persones cadascuna.
- Pes de cada cabina buida: 2.175 kg
- Pes de cada cabina a plena càrrega: 4.900 kg

## Motors
Un motor elèctric de 84 CV de potència i 730 rpm que fa funcionar la màquina principal. Aquesta màquina fa avançar les cabines a una velocitat de 5 m/s, la qual cosa fa que puguin fer tot el recorregut en cinc minuts. Un motor elèctric de 38 CV de potència i 725 rpm que fa funcionar la màquina auxiliar, la qual fa avançar les cabines a una velocitat de 2 m/s.
Ambdues màquines són totalment independents.
Un grup electrogen amb motor dièsel de 130 CV i 1.500 rpm que es connecta a les barres generals de l'edifici quan hi ha una manca de subministrament elèctric per part de la companyia, i que pot alimentar els dos motors i la resta de la instal·lació.

## Cables
- Dos cables portadors de 59 mm de diàmetre amb dos cables de tensió de 75 mm de diàmetre.
- Un cable tractor de 27 mm de diàmetre.
- Un cable contratractor de 21 mm de diàmetre amb un cable de tensió de 38 mm de diàmetre.
- Un cable auxiliar de 22 mm de diàmetre amb un cable de tensió de 38 mm de diàmetre.

## Contrapesos
- Dos contrapesos dels cables de tensió dels portadors, de 50.000 kg cadascun.
- Un contrapès del cable de tensió del cable contratractor de 7.600 kg.
- Un contrapès del cable de tensió del cable de socors format per dos blocs independents de 5.000 kg cadascun.

## Coordenades de les estacions
- Estació d'Aeri de Montserrat: 41° 35′ 26.87″ N, 1° 51′ 10.85″ E / 41.5907972°N,1.8530139°E
- Estació del Monestir de Montserrat: 41° 35′ 34.48″ N, 1° 50′ 18.62″ E / 41.5929111°N,1.8385056°E

## Galeria

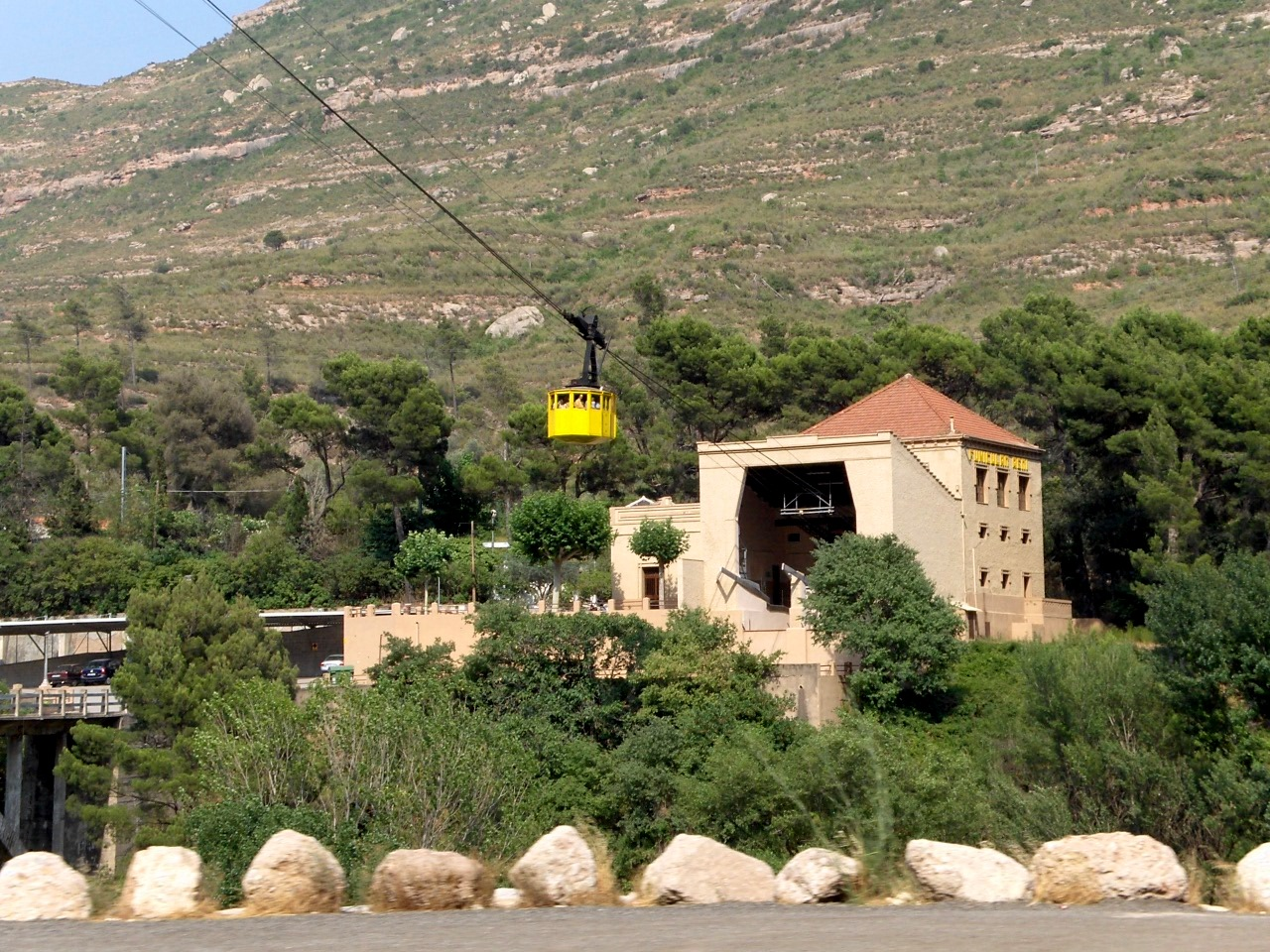
Estació inferior
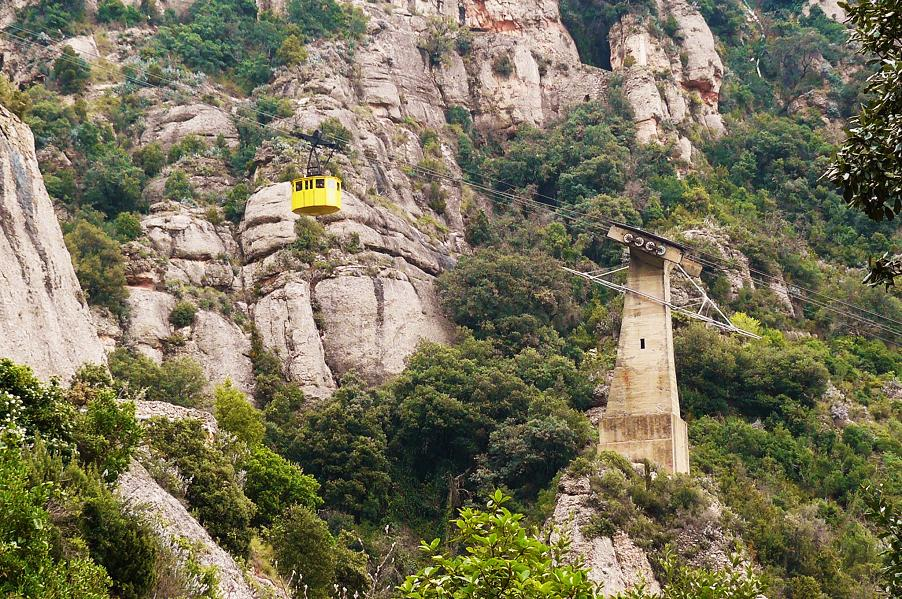
Torre intermèdia
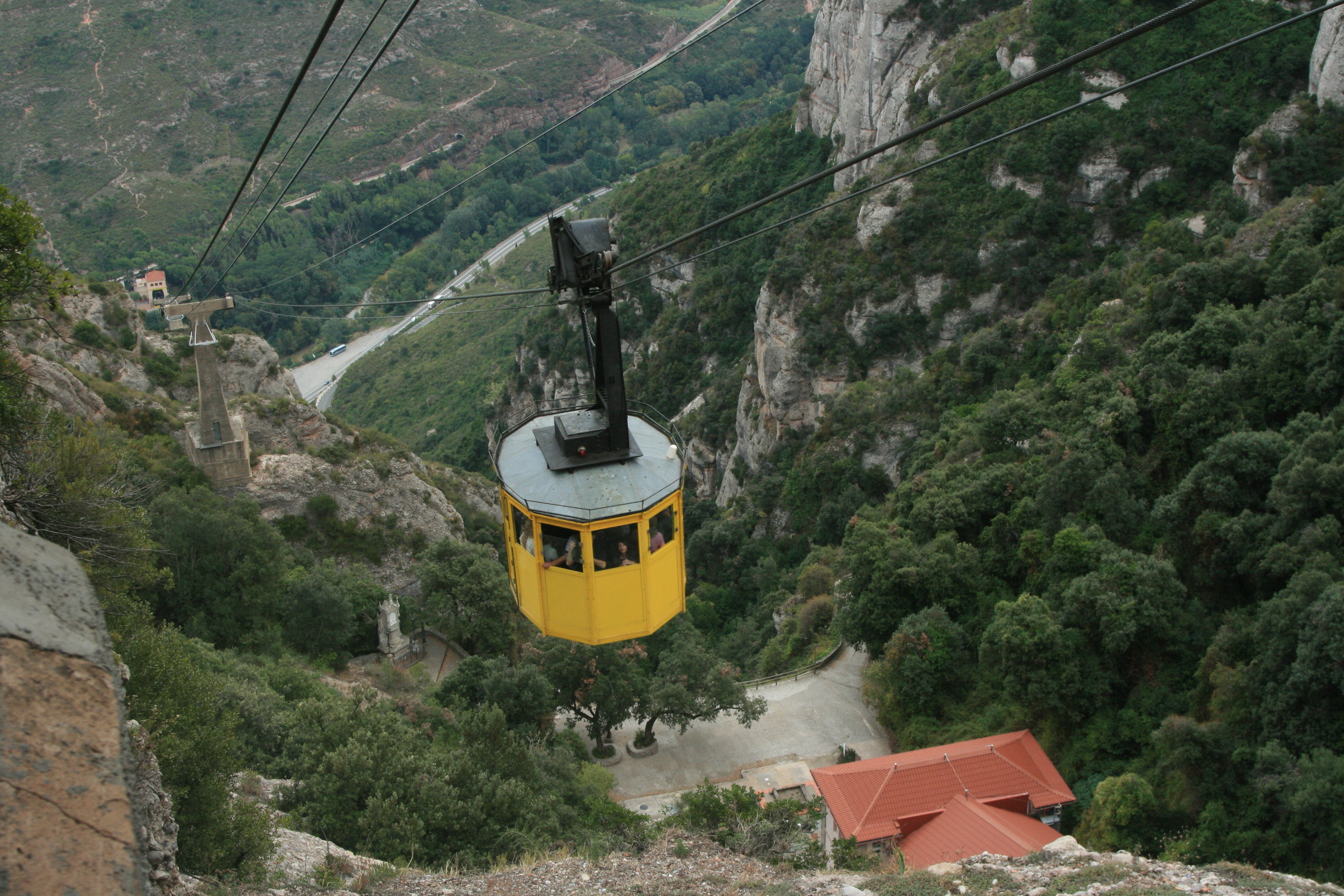
Cabina ascendint cap a l'estació superior
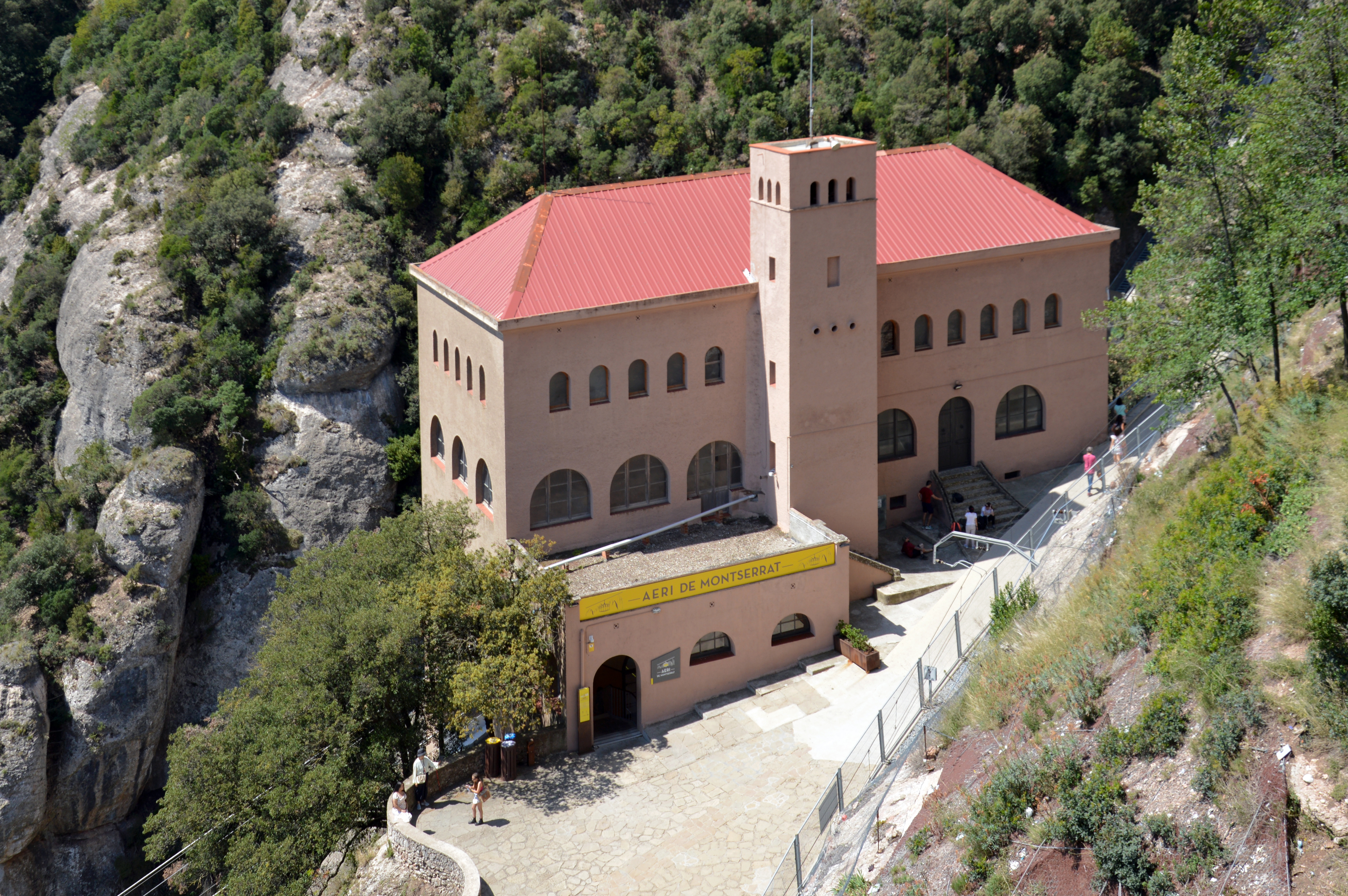
Estació superior
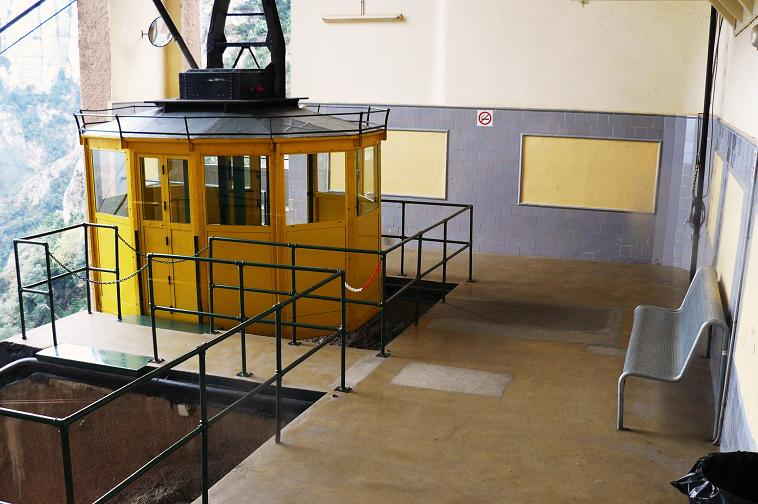
Interior de l'estació superior